# Пашкевич, Василий Васильевич (биолог)
Васи́лий Васи́льевич Пашке́вич (1856/1857—1939) — российский и советский учёный, специалист в области плодоводства, доктор биологических наук (1934), академик ВАСХНИЛ (1935), Заслуженный деятель науки РСФСР (1935).

## Биография
Родился 29 декабря 1856 (10 января 1857) года в селе Семеновичи Узденской волости Игуменского уезда Минской губернии (ныне — Узденский район Минской области).
Окончил Минскую духовную семинарию и в 1882 году — Императорский Санкт-Петербургский университет, получив степень магистра естественных наук. После окончания университета два года стажировался в Германии и Австрии. С 1894 года работал в департаменте земледелия Министерства земледелия и государственных имуществ.
Преподаватель садоводства и ботаники (1885–1891) Уманского училища земледелия и садоводства, главный садовник (1892) Никитского ботанического сада в Крыму, главный садовник (1893) Петербургского ботанического сада, специалист по садоводству (1894) при Департаменте земледелия, секретарь (1895–1905) Российского общества садоводства, уполномоченный по заготовке лекарственных растений (1915–1917). В 1918–1922 гг. работал на Салгирской опытной помологической станции. С 1922 г. — профессор Ленинградского СХИ, одновременно (1922–1932) руководитель отдела плодоводства Сельскохозяйственного комитета (ныне Всероссийский НИИ растениеводства).
С 1922 года служил в сельскохозяйственном комитете, в отделе прикладной ботаники и селекции, реорганизованном в 1924 году во Всесоюзный институт прикладной ботаники и новых культур (с 1930 — Всесоюзный институт растениеводства).
С момента организации в 1922 году Ленинградского сельскохозяйственного института был в нём профессором, с 1924 года — почётный член ЛСХИ. Консультант (1932–1939) Ленинградской плодово-ягодной опытной станции.
Умер в Ленинграде 14 июля 1939 года, похоронен на Волковском кладбище.

## Награды и звания
- Большая золотая медаль Сельскохозяйственного комитета.
- Заслуженный деятель науки РСФСР (1935).